# Kielich z Karłowic Wielkich
Kielich z Karłowic Wielkich – średniowieczny kielich liturgiczny z Karłowic Wielkich, datowany na rok 1467.
Kielich jest pozłacany, z grawerunkiem „Chrystusa w studni”. Zabytek ten należy do najstarszych obiektów powstałych w śląskich warsztatach złotniczych. Jest przechowywany na I piętrze w Sali Eucharystii Muzeum Diecezjalnego w Opolu pełniącej rolę skarbca tego muzeum. Kielich jest widoczny w herbie gminy Kamiennik.